# 金田炭坑信号場
金田炭坑信号場（かなだたんこうしんごうじょう）は、かつて福岡県田川郡にあった、鉄道省（省鉄）伊田線の信号場（廃駅）である。1927年（昭和2年）6月20日に廃駅となった。

## 歴史
- 1908年（明治41年）3月28日：金田分岐点として開業。
- 1909年（明治42年）1月1日：金田炭坑分岐点に改称。
- 1911年（明治44年）2月1日：金田炭坑聯絡所に改称。
- 1922年（大正11年）4月1日：金田炭坑信号場に変更。
- 1927年 （昭和2年）6月20日：貨物支線の廃線に伴い廃止。

## 隣の駅
鉄道省（省鉄）
伊田線（貨物支線）
方城分岐点 - 金田炭坑信号場 - 糒駅
金田炭坑信号場 - 金田炭坑駅